# Herb Podhajec
Herb Podhajec – jeden z symboli miejskich Podhajec.

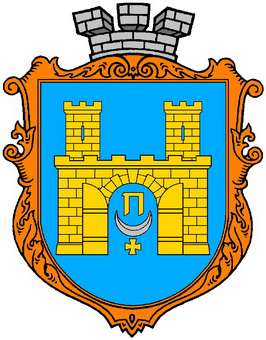
Oficjalny Herb Miasta Podhajce

W czerwcu 1991 Rada Miasta Podhajce zwróciła się do ukraińskiego stowarzyszenia heraldycznego z prośbą o opracowanie herbu miasta. Projekt został zaproponowany przez heraldyków lwowskich Andrija Greczyła  i Iwana Swarnyka. Ostateczne zatwierdzenie nastąpiło 22 sierpnia 1991. 

## Opis i symbolika

Polski herb miasta Podhajce

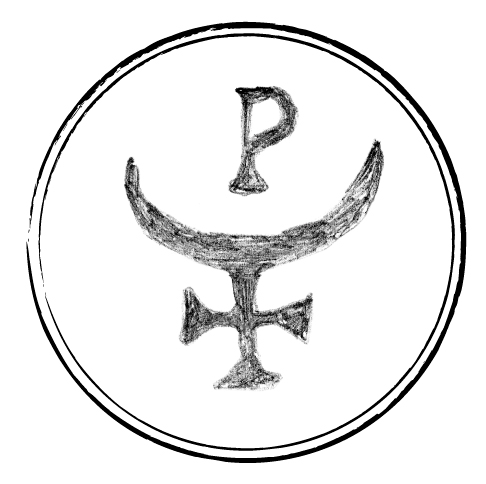
Herb Podhajec odnotowany na pieczęci w 1554

Współczesny herb miasta wzorowany był na przedwojennym polskim herbie Podhajec. Głównym jego motywem jest brama miejska, która ma symbolizować siłę. 
Na lazurowym tle znajdują się otwarte wrota bramy z dwiema wieżami. W otwartych wrotach znajduje się złota litera „P” pisana cyrylicą nad srebrnym półksiężycem, który symbolizuje zwycięstwa w walkach obronnych przeciw tatarskim najeźdźcom. Poniżej złoty krzyż kozacki – symbol pamięci o poległych w obronie ojczyzny. Całość oprawiona jest w złoty kartusz i wykończona koroną z trzema basztami.